# Drachma
Drachma és un gènere d'arnes de la família Crambidae. Conté només una espècie, Drachma proctocomys, que es troba a Camerun.